# Дудаш, Миклош
Миклош Дудаш (венг. Dudás Miklós OSBM, 27 октября 1902 года, Австро-Венгрия — 15 июля 1972 года, Хайдудорог, Венгрия) — епископ Хайдудорога Венгерской католической церкви и апостольский администратор Мишкольца с 8 сентября 1927 года по 15 июля 1972 год, апостольский администратор Мукачевской грекокатолической епархии с 11.12.1943 по 09.02.1946 г.г., член монашеского ордена василиан святого Иосафата.

## Биография
8 сентября 1927 года Миклош Дудаш был рукоположён в священника.
25 апреля 1939 года Римский папа Пий XII назначил Миклоша Дудаша епископом Хайдудорога и апостольским администратором Мишкольца. 14 мая 1939 года состоялось рукоположение Миклоша Дудаша в епископа, которое совершил титулярный архиепископ Кизика Антал Папп в сослужении с титулярным епископом Герасы Эндре Кристоном и титулярным епископом Синопы Золтаном Лайошом Месленьи, апостольский администратор Мукачевской грекокатолической епархии.
Участвовал в работе IV сессии Второго Ватиканского собора.
После смерти епископа Мукачевской епархии Стойки, в связи со сложившейся политической ситуацией (Советские войска стояли «у ворот» Венгрии), сразу не было возможным назначить туда нового епископа, поэтому Святой Престол нашел временное решение проблемы, именуя 11 декабря 1943 года апостольским администратором Мукачевской грекокатолической епархией епископа ординария Хайдудорогское епархии о. Миклоша Дудаша ЧСВВ. Фактически администрировал епархию до сентября 1944 года, так как будучи в г. Ниредьгаза не мог решать вопросов Мукачевской епархии и управлением занимался епископ-помощник (на то время)Теодор (Ромжа) Официально уволен от обязанностей в связи со сменой политической ситуации в регионе 09 февраля 1946 года (Архив примаса Эстергом).
Скончался 15 июля 1972 года в Хайдудороге.